# Supersypnoides albinigra
Supersypnoides albinigra är en fjärilsart som beskrevs av Warren. Supersypnoides albinigra ingår i släktet Supersypnoides och familjen nattflyn. Inga underarter finns listade i Catalogue of Life.